# فرانسوا لي رو
فرانسوا لي رو (بالفرنسية: François Le Roux)‏ هو موسيقي ومغني أوبرا ومغني فرنسي، ولد في 30 أكتوبر 1955 في رين في فرنسا.

## وصلات خارجية
- الموقع الرسمي
- فرانسوا لي رو على موقع IMDb (الإنجليزية)
- فرانسوا لي رو على موقع ميوزك برينز (الإنجليزية)
- فرانسوا لي رو على موقع قاعدة بيانات الأفلام السويدية (السويدية)
- فرانسوا لي رو على موقع أول ميوزيك (الإنجليزية)
- فرانسوا لي رو على موقع ديسكوغز (الإنجليزية)
- فرانسوا لي رو على موقع قاعدة بيانات الفيلم (الإنجليزية)
- فرانسوا لي رو على موقع كينوبويسك (الروسية)